# Aha! (Unternehmen)
Aha! ist ein Unternehmen und die von ihm angebotene Cloud-basierte Produktentwicklungssoftware. 
Die Software hilft dabei, Strategien festzulegen, Ideen zu entwickeln, zu planen, zu präsentieren und Produkte auf den Markt zu bringen. Aha! wird von 700.000 Produktentwicklern genutzt.

## Funktion
Aha! hilft Anwendern, bei der Entwicklung von Produkten einen strategischen Ansatz zu verfolgen. Es werden die Produkte Aha! Roadmaps, Aha! Ideas, Aha! Create, Aha! Develop, und Aha! Academy angeboten. Mit der Aha! Suite können Benutzer gemeinsam Ideen erfassen, eine Produktstrategie definieren, die agile Entwicklung verwalten und neue Funktionen auf den Markt bringen.
Die Software bietet Funktionen zur Verknüpfung strategischer Ziele und Initiativen mit ihrer Arbeit, zur Erstellung visueller Roadmaps für anstehende Pläne und zur Verfolgung der Geschäftsziele, Arbeit zu priorisieren und Zeitpläne festzulegen. Eine mobile App ist verfügbar.
Aha! ist mit vielen Anwendungen verzahnt, darunter Jira, GitHub und Salesforce.

## Geschichte
Aha! ist ein privates Unternehmen. Es wurde von Brian de Haaff und Chris Waters im Frühjahr 2013 in Menlo Park, Kalifornien, gegründet. Das Unternehmen hat keinen Hauptsitz, die Mitarbeiter arbeiten in verschiedenen Orten in den USA und internationalen Standorten.
Im Jahr 2017 veröffentlichte der CEO Brian de Haaff das Buch Lovability über erfolgreiche Unternehmen und Produkte. Er beschreibt darin, wie Aha! den Menschen, den Gewinn und die Leistung in den Mittelpunkt stellt.
2019 und 2020 wurde der Anwendungsbereich der Roadmap-Software über das Produktmanagement hinaus erweitert auf Marketing, IT, Dienstleistungen, Projektmanagement und Geschäftsbetrieb.
Im Oktober 2020 kam Aha! Ideas auf den Markt, das Teams hilft, Ideen von Kunden, Mitarbeitern und Partnern zu sammeln und in Produktpläne einzubinden. Im Mai 2021 veröffentlichte das Unternehmen Aha! Develop, ein erweiterbares agiles Entwicklungstool für Ingenieurteams.
2022 erschien das digitale Notizbuch Aha! Create, mit dem Teams ihre Gedanken und Konzepte auf einem Whiteboard notieren und gemeinsam an Ideen arbeiten können.